# رنج‌روور
رِنج‌رووِر یا رِینج‌روور یا Range Rover مجموعه ای از خودروهای شاسی‌بلند سواری شهری ـ بیابانی (Off-Road) لوکس ساخته شده توسط لندرور است. موتور این خودرو از ابتدای تولید تا سال ۲۰۰۲ هشت‌سیلندر بنزینی بوده‌است. این خودرو ساخت کمپانی انگلیسی لندرور است.
ولوسیتی اورفینچ (Overfinch Velocity)، شاسی‌بلند سفارشی رنجروور، به‌طور رسمی در نمایشگاه بین‌المللی قایق‌ها در فورت‌لادردال فلوریدا رونمایی می‌شود.

## تاریخچه لندرور و تولید رنجرور
تولید لندرور به زمانی بازمی‌گردد که جنگ جهانی دوم با تمام تلفات و ویرانیهایش پایان گرفته بود و کارخانه روور هم که در سالی هیل انگلستان واقع شده بود مانند بسیاری از کارخانه‌های دیگر با پایان گرفتن جنگ می‌بایست سیاست جدیدی را برای تولیدات خود اعمال می‌کرد.
این کارخانه که در آن زمان به تولید اتومبیل موریس مشغول بود و در کنار آن مقداری از لوازم و ماشین‌آلاتی را که در شرایط جنگ مورد نیاز بود نیز تولید می‌نمود، با پایان گرفتن جنگ تصمیم به تولید وسیله نقلیه‌ای گرفت که بتوان با صادر کردن آن قسمتی از نیاز وارداتی خود را نظیر مواد اولیه تأمین کند و همچنین خودرو تولید شده برای فعالیت‌های عمرانی پس از جنگ نیز مفید واقع گردد.
برحسب تصادف (یا از روی خوش شانسی) آقای موریس ویلکس (سرمهندس کارخانه) به همراه برادرش تصمیم به طراحی و تولید یک اتومبیل چند منظوره دو دیفرانسیل گرفتند که بتوان آن را جایگزین اتومبیل دو دیفرانسیل آمریکایی جیپ ویلیز که در آن زمان یعنی سال ۱۹۴۷ اولین و تنها خودرو دو دیفرانسیل جهان بود، بکنند. 
بعد از گذشت پنج ماه اولین نمونه این تولید جدید که لندرور نامیده می‌شد، حاضر شد. زمان در تولید این خودرو بسیار حائز اهمیت بود زیرا می‌بایست برای بقای کارخانه هرچه زودتر به بازار جهانی راه پیدا می‌کرد و سرانجام در سی‌ام آوریل ۱۹۴۸ برای اولین بار در نمایشگاه جهانی خودرو در آمستردام، لندرور به جهانیان معرفی شد. این خودرو به زودی نظرها را متوجه خود نمود زیرا دارای ویژگی‌های خاصی بود، خودرویی چندمنظوره بود که جزئیات زیادی در طراحی آن رعایت شده بود. جنس بدنه آن از آلومینیوم بود و این مسئله باعث جلوگیری از زنگ‌زدگی و پوسیدگی در اثر رطوبت می‌شد. لندرور دارای موتوری چهارسیلندر بود که توسط گیربکسی چهارسرعته نیرو را به چهار چرخ منتقل می‌کرد و در کنار آن از گیربکس کمک نیز سود می‌جست، بنابراین دارای چهار دنده سبک و یک دنده عقب و چهار دنده سنگین و یک دنده عقب سنگین بود. فیلتر هوای روغنی که برای آن در نظر گرفته شده‌بود از ورود کوچک‌ترین ذرات غبار به درون موتور جلوگیری می‌کرد و به‌کار رفتن سیستم آب تحت فشار درون سیستم خنک‌کننده موتور پدیده‌ای نو در آن زمان به حساب می‌آمد. سیستم ترمزدستی بر روی گاردان عمل می‌کرد بنابراین در شیب‌های تند با اطمینان کامل اتومبیل را در سرجایش میخ‌کوب می‌کرد. از دیگر ویژگی‌های این خودرو تعبیه قسمتی مخصوص بر روی گیربکس بود که توسط آن می‌شد نیروی موتور را برای به کار اندازی دستگاه‌های مختلفی نظیر پمپ‌های آب، ژنراتورهای مختلف، وینچ گاردانی (مکانیکی) و بسیاری نیازهای دیگر استفاده نمود. تمام این پارامترها به اضافه دسترسی آسان به قسمت‌های مختلف خودرو جهت تعمیرات و نگهداری آسان آن، این خودرو را متمایز کرده بود و همین تمایز باعث شد تا ایده‌های مختلفی بر روی این خودرو شکل بگیرد، از اتومبیل آتش‌نشانی تا وسیله‌ای برای سم‌پاشی زمین‌های کشاورزی و حتی تبدیل آن به یک نوع Hovercraft یا لوکوموتیوی کوچک برای کارهای سبک بر روی ریل راه‌آهن. با توجه به این مطالب می‌توان دریافت که لندرور اتومبیلی بود که از ابتدا با هدف چندمنظوره بودن ساخته شده بود. در زمانی که برادران موریس در کارخانه خود سرگرم ساخت و تغییرات جدید بر روی این خودرو بودند، افراد ماجراجوی بسیاری با استفاده از این خودرو به مناطق ناشناخته سفر می‌کردند. لازم است ذکر شود که در بسیاری از مناطق دورافتاده اولین خودروئی که مردم با آن آشنا شدند لندرور بود.
در سال ۱۹۶۷ کمپانی روور تصمیم گرفت خودرویی چند منظوره (شهری ـ بیابانی) ولی راحت‌تر و لوکس تر از لندرور که خودرویی بسیار خشن بود طراحی کند در نتیجه اقدام به طراحی خودرویی کرد با نام طرح مفهومی ولار که بعدهابه نام RANGE ROVER شناخته شد.
از سال ۱۹۷۰ که رنجرور پا به عرصه وجود نهاد، الگوی تمام سازندگان خودروهای Sport Utility Vehicle) SUV) نسل جدید لوکس (شهری ـ بیابانی) سراسر جهان گشت. درتولیدات SUV سایر خودرو سازان همواره ردپایی از ایده‌های به کار رفته در رنجرور به چشم می‌خورد به نحوی که رنجرور را در دسته خودروهای راهبر پیشتاز (Flagship Vehicles) قرار داده‌است. بنا بر مستندات کارخانه روور تعداد بیست و شش عدد خودرو پروتو تایپ و چهل عدد رنجرور پیش تولید از ابتدای سال ۱۹۶۷ تا انتهای سال ۱۹۶۹ ساخته شده‌است که هنوز موجود می‌باشند. 
رنجرور از ابتدا تولید تا حال حاضر در چهار نسل به شرح زیر تولید شده‌است:
نسل اول از ۱۹۷۰ تا ۱۹۹۵
نسل دوم از ۱۹۹۶ تا ۲۰۰۳
نسل سوم از ۲۰۰۴ تا ۲۰۱۲
نسل چهارم از ۲۰۱۲ تا کنون
موتور مدل‌های ساخت ۱۹۷۰ تا ۱۹۸۹ دارای حجم۳۵۲۸ سی سی و موتور مدل‌های ساخت ۱۹۹۰ و ۱۹۹۱ دارای حجم ۳۹۴۷ سی سی و موتور مدل‌های ۱۹۹۲ تا ۲۰۰۳ دارای حجم ۴۱۹۷ سی سی هستند و همگی ساخت کارخانه روور می‌باشند. در سال ۱۹۸۱ نوع چهار درب رنجرور به بازار آمد که بسیار مورد توجه قرار گرفت و بعد از سال ۱۹۸۴ جز در موارد خاص سفارشی، نوع دو درب رنجرور دیگر به صورت انبوه تولید نگردید.
در سال ۱۹۸۶ نوعی موتوردیزل چهار سیلندر خطی ساخت ایتالیا با حجم ۲۳۹۳ سی سی در روی بعضی از رنجرورها بنا بر سفارش نصب گردید که این موتور با موتور ۲۰۰TDi توربوشارژ روور در سال ۱۹۹۲ تعویض شد و نهایتاً موتورجدید سوپر شارژ ۳۰۰TDi ساخت روور در اواخر سال ۱۹۹۴ جایگزین قابل دو نمونه قدیم گشت. پس از سال ۱۹۸۶ هم سیستم سوخت‌رسانی رنجرور از کاربراتوری به انژکتوری با کنترل الکترونیکی ارتقا پیدا نمود. به مرور گیربکس اتوماتیک نیز در سال ۱۹۸۲ (کرایسلر سه سرعته) و در سال ۱۹۸۵ (ZF چهارسرعته) به آپشن‌های رنجرور اضافه گردید. 
از سال ۲۰۰۴ تا ۲۰۰۸ موتورهای گوناگونی نظیر جگوار و ب ام و (BMW) و فورد به ترتیب بر روی رنجرورها نصب شده‌است.
مالکیت برند رنجرور از ابتدا تاکنون به شرح زیر بوده‌است:
۱۹۷۰−۱۹۸۶ بریتیش لیلاند
۱۹۸۶−۱۹۸۸ گروه روور
۱۹۸۸−۱۹۹۴ سازمان هوا فضا بریتانیا
۱۹۹۴−۲۰۰۴ ب ام و (BMW)
۲۰۰۴−۲۰۰۸ فورد
۲۰۰۸ تاکنون تاتا موتورز
رانندگی با رنجرور بسیار لذت بخش است و احساس خوبی که به راننده دست می‌دهد ناشی از تسلط کامل و دید بسیار وسیع و قدرت موتور ۱۶۵ اسبی V۸ آن است. همچنین نرم بودن بی‌نظیر رنجرور در جاده‌های پر دست انداز نیز آن را جهت خیابان‌های پر از چاله و سرعت گیر شهرهای ایران ایدئال کرده‌است. رنجرور بسیار بادوام و قوی و قابل اعتماد است و می‌توان تعداد زیادی از انواع مدل‌های ۱۹۷۱ تا ۱۹۷۹ آن را یافت که هنوز کاملاً سالم و سرحال هستند و در خیابان‌ها و جاده‌ها وکوه‌ها و بیابان‌های ایران می‌تازند. در صورتی که سایر خودروهای با سن و سال مشابه آنها، سال‌ها است که از دور خارج شده‌اند. مدل‌های ۱۹۷۳ تا ۱۹۷۸ در ایران فراوان‌تر هستند و توسط دو شرکت مرتب و رایزن به‌طور رسمی قبل از انقلاب وارد ایران شده‌اند.

### افتخارات
از افتخارات این خودرو این است که تنها خودروی موجود در موزه لوور پاریس است و در زیر آن نیز چنین نوشته‌اند:
خودرویی که بیشترین خدمت را به بشریت کرده‌است. (مدل ۱۹۷۵)
با وجود قدیمی بودن در ایران ولی هنوز خودرو شماره یک مسابقات offroad ایران محسوب شده و در سال‌های اخیر چندین بار رتبه نخست را کسب کرده‌است.
رنجرور در تمام دنیا خودرویی محبوب و ارزشمند است و طرفداران خاص خود را دارد.

### نمایندگی‌ها
این خودرو اولین بار توسط شرکت مرتب خودرو وارد ایران شد ولی در حال حاضر در ایران هیچ نماینده‌ای ندارد؛ ولی در کشورهای حاشیه خلیج فارس دارای نمایندگی‌های زیادی است.
از جمله این امکانات:
1. سبک بودن بدنه (به علت آلومینیم بودن عمده بدنه: سقف و گلگیرهاو درها)
2. پرشتاب بودن آن در مقایسه با خودروهای ۴WD (به علت سبک بودن و موتورV۸ و وجود دو کاربراتور)
3. دارای قفل دیفرانسیل از داخل خودرو (بسیاری از خودروها مانند پاترول، و بلیزر هنوز پلوسشان از وسط چرخ درگیر یا خلاص می‌شود و در صورت گیر کردن خودرو در چاله‌های باتلاقی، نیاز به پیاده شدن شخص در گل و لای برای فعال کردن آن است)
4. فنرهای لول در هر چهار چرخ که موجب نرم بودن فوق‌العاده این خودرو شده‌است.
5. کورس زیاد بازی چرخ‌ها در جهات مختلف در پستی و بلندیها وکشش بلند فنرها در گودالهای عمیق
6. دارای کمک فنر حفظ تعادل اتاق Levelling Unit در قسمت بالای دیفرانسیل عقب
7. مصرف کم نسبت به خودروهای مشابه (در هر ۱۰۰ کیلومتر ۱۴ لیتر در حالی که پاترول با وجود ۴ سیلندر بودن در هر ۱۰۰ کیلومتر ۲۰ لیتر می‌سوزاند)
8. دنده سنگین در ۵ حالت (۴ سرعت جلو+۱ دنده عقب)
9. گرم کن و برف پاکن و شیشه شوی عقب
10. رینگ‌های بسیار مقاوم و محکم فولادی با آلیاژ مخصوص با قابلیت تیوبلس و مناسب برای مناطق سنگ لاخ
11. شاسی فوق‌العاده قوی (شاسی کلیه خودروهای روور دارای گارانتی مادام‌العمر می‌باشد)
12. نپوسیدن درهاو گلگیرها و سقف به علت آلومینیوم بودن
13. صندلی تاشو عقب برای حمل بار با حجم زیاد
14. دارابودن کولر (سقفی یا داخل موتور)
15. فرمان هیدرولیک (به‌طوری‌که احساس می‌کنید سوار یک خودرو سواری با فرمان هیدرولیک شده‌اید)
16. قابلیت روشن شدن با هندل (در زمانی که باتری ضعیف یا از کار افتاده‌است)
17. ترمز دیسکی نیرومند در هر چهار چرخ
18. ترمز دستی کوچک و بسیار قوی در روی خروجی جعبه دنده
19. بازشدن کامل قسمت عقب خودرو به صورت دو درب مجزا: ۱- قسمت بالا (شیشه عقب) و۲- قسمت پایین (سکّو) که می‌شود هر تکه را به تنهایی در حرکت خودرو باز گذاشت
20. امکان نصب وینچ مکانیکی PTO قدرتمند در روی سپر جلو با استفاده از نیروی موتور و با کارایی عالی در مقایسه با وینچ‌های الکتریکی کم توان (نیروی وینچ با واسطه کلاچ دار از مرکز فولی سر میل لنگ جلو موتور گرفته می‌شود)
21. امکان نصب (آپشن) اوردرایو به گیربکس و افزایش سرعت حداکثر در جاده‌های تخت و سرازیر (حدود ۳۰٪ کاهش دور موتور)